# Estadio Julián Tesucún
El Estadio Municipal el Coloso del Lago es un escenario de fútbol ubicado en el municipio de San José en el departamento de Petén en Guatemala.
Este cuenta con una excelente vista hacia el Lago Petén Itzá ya que se encuentra cerca de este, lleva el nombre del Lago Estadio Municipal el Coloso del Lago.
Durante un tiempo fue la casa del equipo de fútbol Heredia Jaguares que juega en el municipio de Morales en el departamento de Izabal.

## Coloso del lago
Este estadio es conocido como el coloso del lago por la bella vista que tiene debido a su ubicación estratégica a metros de la orilla de uno de los lagos más bellos del mundo el Petén Itzá. Fue construido bajo la administración del alcalde Julián Tesucun Tesucun, cuenta con una gramilla de grama natural, 3 camerinos con sala de masajes y espacio para la charla técnica, una sala de prensa la cual fue inaugurada en diciembre del 2010 para el partido internacional el amistoso entre la selección de Guatemala y Belice que fue la despedida del jugador Juan Carlos Plata de la selección nacional.

## Medios de comucicación
El coloso del lago tiene además de una sala de prensa 6 cabinas de transmisión las cuales están equipadas con aire acondicionado para facilitar el trabajo de narradores y comentaristas esto debido a las altas temperaturas en el departamento de Petén, las cabinas tienen nombres de sitios arqueológicos del municipio.